# Desplaçament cap al vermell gravitacional

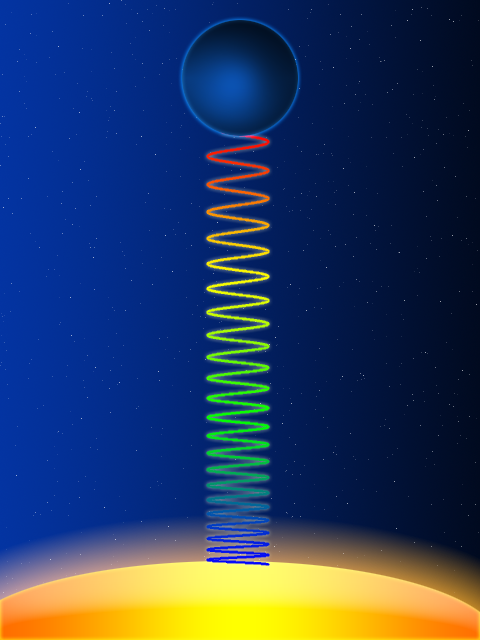
El desplaçament cap al vermell gravitacional d'una ona de llum quan es mou cap amunt contra un camp gravitatori (produït per l'estrella groga de sota). L'efecte és molt exagerat en aquest diagrama

En física i relativitat general, el desplaçament cap al vermell gravitacional (conegut com a desplaçament d'Einstein en la literatura antiga) és aquell fenomen en què les ones electromagnètiques o els fotons que viatgen fora d'un pou gravitatori (sembla que) perden energia Aquesta pèrdua d'energia correspon a una disminució de la freqüència d'ona i un augment de la longitud d'ona, conegut com a desplaçament cap al vermell. L'efecte contrari, pel qual els fotons (sembla que) guanyen energia quan viatgen cap a un pou gravitatori, es coneix com a desplaçament cap al blau gravitacional (un tipus de desplaçament al blau). L'efecte va ser descrit per primera vegada per Einstein el 1907, vuit anys abans de la seva publicació de la teoria completa de la relativitat.
El desplaçament cap al vermell gravitacional es pot interpretar com a conseqüència del principi d'equivalència (que la gravetat i l'acceleració són equivalents i el desplaçament al vermell és causat per l'efecte Doppler) o com a conseqüència de l'equivalència massa-energia (els fotons «que cauen» guanyen energia), encara que hi ha són nombroses subtileses que compliquen una derivació rigorosa. Un desplaçament al vermell gravitatori també es pot interpretar de manera equivalent com una dilatació gravitacional del temps a la font de la radiació; si dos oscil·ladors (que produeixen radiació electromagnètica) funcionen a diferents potencials gravitatoris, semblarà que l'oscil·lador amb el potencial gravitatori més alt (més allunyat del cos atractiu) fa un «tictac» més ràpid; és a dir, quan s'observa des de la mateixa ubicació, tindrà una freqüència mesurada més alta que l'oscil·lador en el potencial gravitatori més baix (més a prop del cos atractiu).
En una primera aproximació, el desplaçament al vermell gravitatori és proporcional a la diferència de potencial gravitatori dividit per la velocitat de la llum al quadrat, {\displaystyle z=\Delta U/c^{2}}, resultant així en un efecte molt petit.
L'any 1911, Einstein va predir que la llum que s'escapava de la superfície del Sol es desplaçaria al vermell aproximadament 2 × 10−6. Els senyals de navegació dels satèl·lits GPS que orbiten a 20.000 km d'altura es perceben amb un desplaçament cap al blau aproximadament 5 × 10−10, que correspon a un augment de menys d'1 Hz en la freqüència d'un senyal d'1,5 GHz. No obstant això, tenir en compte la dilatació gravitacional del temps que acompanya el rellotge atòmic del satèl·lit és crucial per a una navegació precisa. A la superfície de la Terra el potencial gravitatori és proporcional a l'altura, {\displaystyle \Delta U=g\Delta h}, i el desplaçament cap al vermell corresponent és d'aproximadament 10−16 per metre de canvi d'elevació i/o altitud.
En astronomia, la magnitud d'un desplaçament al vermell gravitatori sovint s'expressa com la velocitat que crearia un desplaçament equivalent mitjançant l'efecte Doppler relativista. En aquestes unitats, el desplaçament cap al vermell de la llum solar de 2 × 10−6 correspon a una velocitat de retrocés de 633 m/s, aproximadament de la mateixa magnitud que els moviments convectius del Sol, cosa que complica la mesura. L'equivalent de la velocitat del desplaçament al blau gravitacional del satèl·lit GPS és inferior a 0,2 m/s, la qual cosa és insignificant en comparació amb el desplaçament Doppler real resultant de la seva velocitat orbital. En objectes astronòmics amb forts camps gravitatoris, el desplaçament cap al vermell pot ser molt més gran; per exemple, la llum de la superfície d'una nana blanca es desplaça gravitatòriament cap al vermell de mitjana uns 50 km/s/c.
Observar el desplaçament cap al vermell gravitatori al Sistema Solar és una de les proves clàssiques de la relativitat general. Mesurar el desplaçament cap al vermell gravitatori a alta precisió amb rellotges atòmics pot servir com a prova de la simetria de Lorentz i guiar les cerques de matèria fosca.

## Predicció pel principi d'equivalència i relativitat general

### Camp gravitatori uniforme o acceleració
La teoria de la relativitat general d'Einstein incorpora el principi d'equivalència, que es pot enunciar de diferents maneres.
d'aquestes afirmacions és que els efectes gravitatoris són localment indetectables per a un observador en caiguda lliure. Per tant, en un experiment de laboratori a la superfície de la Terra, tots els efectes gravitatoris haurien de ser equivalents als efectes que s'haurien observat si el laboratori hagués estat accelerant a través de l'espai exterior a g. Una conseqüència és un efecte Doppler gravitatori. Si s'emet un pols de llum al terra del laboratori, aleshores un observador en caiguda lliure diu que quan arriba al sostre, el sostre s'ha accelerat allunyant-se d'ell i, per tant, quan l'observa un detector fixat al sostre, s'observarà que el Doppler s'ha desplaçat cap a l'extrem vermell de l'espectre. Aquest desplaçament, que l'observador en caiguda lliure considera que és un desplaçament Doppler cinemàtic, l'observador de laboratori considera un desplaçament cap al vermell gravitatori. Aquest efecte es va verificar a l'experiment de Pound-Rebka de 1959. En un cas com aquest, on el camp gravitatori és uniforme, el canvi de longitud d'ona ve donat per
{\displaystyle z={\frac {\Delta \lambda }{\lambda }}\approx {\frac {g\Delta y}{c^{2}}},}
on {\displaystyle \Delta y} és el canvi d'altura. Com que aquesta predicció sorgeix directament del principi d'equivalència, no requereix cap dels aparells matemàtics de la relativitat general, i la seva verificació no admet específicament la relativitat general sobre cap altra teoria que incorpori el principi d'equivalència.
A la superfície de la Terra (o en una nau espacial que accelera a 1 g), el desplaçament al vermell gravitatori és aproximadament 1,1 × 10−16, l'equivalent a un desplaçament Doppler de 3,3 × 10−8 m/s, per cada metre de diferencial d'altura.

### Camp gravitatori esfèricament simètric
Quan el camp no és uniforme, el cas més senzill i útil a considerar és el d'un camp simètric esfèric. Pel teorema de Birkhoff, aquest camp es descriu en relativitat general per la mètrica de Schwarzschild, 
{\displaystyle d\tau ^{2}=\left(1-r_{\text{S}}/R\right)dt^{2}+\ldots },
on
- {\displaystyle d\tau } és l'hora del rellotge d'un observador a la distància R del centre,
- {\displaystyle dt} és el temps mesurat per un observador a l'infinit,
- {\displaystyle r_{\text{S}}} és el radi de Schwarzschild,
- {\displaystyle 2GM/c^{2}} (representa termes que desapareixen si l'observador està en repòs),
- {\displaystyle G} és la constant gravitatòria de Newton,
- {\displaystyle M}  la massa del cos gravitant, i
- 𝑐 la velocitat de la llum.

El resultat és que les freqüències i les longituds d'ona es desplacen segons la relació
{\displaystyle 1+z={\frac {\lambda _{\infty }}{\lambda _{\text{e}}}}=\left(1-{\frac {r_{\text{S}}}{R_{\text{e}}}}\right)^{-{\frac {1}{2}}}}
on 
- {\displaystyle \lambda _{\infty }\,}és la longitud d'ona de la llum mesurada per l'observador a l'infinit,
- {\displaystyle \lambda _{\text{e}}\,} és la longitud d'ona mesurada a la font d'emissió, i
- {\displaystyle R_{\text{e}}} és el radi en què s'emet el fotó.

Això es pot relacionar amb el paràmetre de desplaçament cap al vermell definit convencionalment com {\displaystyle z=\lambda _{\infty }/\lambda _{\text{e}}-1}.
En el cas en què ni l'emissor ni l'observador es troben a l'infinit, la transitivitat dels desplaçaments Doppler ens permet generalitzar el resultat a{\displaystyle \lambda _{1}/\lambda _{2}=\left[\left(1-r_{\text{S}}/R_{1}\right)/\left(1-r_{\text{S}}/R_{2}\right)\right]^{1/2}}. La fórmula de desplaçament cap al vermell per a la freqüència és {\displaystyle \nu =c/\lambda } is {\displaystyle \nu _{o}/\nu _{\text{e}}=\lambda _{\text{e}}/\lambda _{o}}. On {\displaystyle R_{1}-R_{2}} és petit, aquests resultats són coherents amb l'equació donada anteriorment basada en el principi d'equivalència.
La relació de desplaçament cap al vermell també es pot expressar en termes d'una velocitat (newtoniana) d'escapament, {\displaystyle v_{\text{e}}} a {\displaystyle R_{\text{e}}=2GM/v_{\text{e}}^{2}}, resultant en el corresponent factor de Lorentz:
{\displaystyle 1+z=\gamma _{\text{e}}={\frac {1}{\sqrt {1-(v_{\text{e}}/c)^{2}}}}} .
Per a un objecte prou compacte com per tenir un horitzó d'esdeveniments, el desplaçament cap al vermell no està definit per als fotons emesos dins del radi de Schwarzschild, tant perquè els senyals no poden escapar de l'horitzó perquè un objecte com l'emissor no pot estar estacionari dins de l'horitzó, com es suposava anteriorment.. Per tant, aquesta fórmula només s'aplica quan {\displaystyle R_{\text{e}}} és més gran que {\displaystyle r_{\text{S}}}. Quan el fotó s'emet a una distància igual al radi de Schwarzschild, el desplaçament cap al vermell serà infinitament gran i no s'escaparà a cap distància finita de l'esfera de Schwarzschild. Quan el fotó s'emet a una distància infinitament gran, no hi ha cap desplaçament cap al vermell.

#### Límit Newtonià
En el límit newtonià, és a dir, quan {\displaystyle R_{\text{e}}} és prou gran en comparació amb el radi de Schwarzschild {\displaystyle r_{\text{S}}}, el desplaçament cap al vermell es pot aproximar com
{\displaystyle z={\frac {\Delta \lambda }{\lambda }}\approx {\frac {1}{2}}{\frac {r_{\text{S}}}{R_{\text{e}}}}={\frac {GM}{R_{\text{e}}c^{2}}}={\frac {gR_{\text{e}}}{c^{2}}}}
on {\displaystyle g} és l'acceleració gravitatòria a {\displaystyle R_{\text{e}}}. Per a la superfície de la Terra respecte a l'infinit, z és aproximadament 7 × 10−10 (l'equivalent a un desplaçament Doppler radial de 0,2 m/s); per a la Lluna és aproximadament 3 × 10−11 (aproximadament 1 cm/s). El valor de la superfície del Sol és d'uns 2 × 10−6, que correspon a 0,64 km/s (per a velocitats no relativistes, la velocitat equivalent Doppler radial es pot aproximar multiplicant z amb la velocitat de la llum).
El valor z es pot expressar succintament en termes de la velocitat d'escapament a {\displaystyle R_{\text{e}}}, com que el potencial gravitatori és igual a la meitat del quadrat de la velocitat d'escapament, així:
{\displaystyle z\approx {\frac {1}{2}}\left({\frac {v_{\text{e}}}{c}}\right)^{2}}
on {\displaystyle v_{\text{e}}}és la velocitat d'escapament a {\displaystyle R_{\text{e}}}.
També es pot relacionar amb la velocitat de l'òrbita circular {\displaystyle v_{\text{o}}} a {\displaystyle R_{\text{e}}}, que ès igual a {\displaystyle v_{\text{e}}/{\sqrt {2}}}, així:
{\displaystyle z\approx \left({\frac {v_{\text{o}}}{c}}\right)^{2}}.
Per exemple, el desplaçament cap al blau gravitatori de la llum estel·lar llunyana a causa de la gravetat del Sol, que la Terra orbita a uns 30 km/s, seria aproximadament 1 × 10−8 o l'equivalent a un desplaçament Doppler radial de 3 m/s. Tanmateix, la Terra està en caiguda lliure al voltant del Sol i, per tant, és un observador inercial, de manera que l'efecte no és visible.
Per a un objecte en una òrbita (circular), el desplaçament cap al vermell gravitacional és d'una magnitud comparable a l'efecte Doppler transversal {\displaystyle z\approx {\tfrac {1}{2}}\beta ^{2}} on β=v/c, mentre que tots dos són molt més petits que l'efecte Doppler radial, per al qual {\displaystyle z\approx \beta }.

#### Predicció del límit newtonià utilitzant les propietats dels fotons
La fórmula per al desplaçament al vermell gravitatori en el límit newtonià també es pot derivar utilitzant les propietats d'un fotó:
En un camp gravitatori {\displaystyle {\vec {g}}}  una partícula de massa {\displaystyle m} i velocitat {\displaystyle {\vec {v}}} canvia la seva energia {\displaystyle E} segons:
{\displaystyle {\frac {\mathrm {d} E}{\mathrm {d} t}}=m{\vec {g}}\cdot {\vec {v}}={\vec {g}}\cdot {\vec {p}}}.
Per a un fotó sense massa descrit per la seva energia {\displaystyle E=h\nu =\hbar \omega } i momentum {\displaystyle {\vec {p}}=\hbar {\vec {k}}}, aquesta equació es converteix després de dividir-la per la constant de Planck {\displaystyle \hbar }:
{\displaystyle {\frac {\mathrm {d} \omega }{\mathrm {d} t}}={\vec {g}}\cdot {\vec {k}}}
Insertant el camp gravitatori d'un cos de massa esfèrica {\displaystyle M} dins la distància  {\displaystyle {\vec {r}}}
{\displaystyle {\vec {g}}=-GM{\frac {\vec {r}}{r^{3}}}}
i el vector d'ona d'un fotó que surt del camp gravitatori en direcció radial
{\displaystyle {\vec {k}}={\frac {\omega }{c}}{\frac {\vec {r}}{r}}}
l'equació d'energia esdevé
{\displaystyle {\frac {\mathrm {d} \omega }{\mathrm {d} t}}=-{\frac {GM}{c}}{\frac {\omega }{r^{2}}}.}
Usant {\displaystyle \mathrm {d} r=c\,\mathrm {d} t} una equació diferencial ordinària que només depèn de la distància radial {\displaystyle r}, s'obté:
{\displaystyle {\frac {\mathrm {d} \omega }{\mathrm {d} r}}=-{\frac {GM}{c^{2}}}{\frac {\omega }{r^{2}}}}
Per a un fotó que comença a la superfície d'un cos esfèric amb un radi {\displaystyle R_{e}} amb una freqüència {\displaystyle \omega _{0}=2\pi \nu _{0}} la solució analítica és:
{\displaystyle {\frac {\mathrm {d} \omega }{\mathrm {d} r}}=-{\frac {GM}{c^{2}}}{\frac {\omega }{r^{2}}}\quad \Rightarrow \quad \omega (r)=\omega _{0}\exp \left(-{\frac {GM}{c^{2}}}\left({\frac {1}{R_{e}}}-{\frac {1}{r}}\right)\right)}
A gran distància del cos {\displaystyle r\rightarrow \infty } un observador mesura la freqüència:
{\displaystyle \omega _{\text{obs}}=\omega _{0}\exp \left(-{\frac {GM}{c^{2}}}\left({\frac {1}{R_{e}}}\right)\right)\simeq \omega _{0}\left(1-{\frac {GM}{R_{e}c^{2}}}+{\frac {1}{2}}{\frac {G^{2}M^{2}}{R_{e}^{2}c^{4}}}-\ldots \right).}
Per tant, el desplaçament cap al vermell és:
{\displaystyle z={\frac {\omega _{0}-\omega _{\text{obs}}}{\omega _{\text{obs}}}}={\frac {1-\exp \left(-{\frac {GM}{R_{e}c^{2}}}\right)}{\exp \left(-{\frac {GM}{R_{e}c^{2}}}\right)}}={\frac {1-\exp \left(-{\frac {r_{S}}{2R_{e}}}\right)}{\exp \left(-{\frac {r_{S}}{2R_{e}}}\right)}}}
En l'aproximació lineal 
{\displaystyle z={\frac {{\frac {GM}{R_{e}c^{2}}}-{\frac {1}{2}}{\frac {G^{2}M^{2}}{R_{e}^{2}c^{4}}}+\dots }{1-{\frac {GM}{R_{e}c^{2}}}+{\frac {1}{2}}{\frac {G^{2}M^{2}}{R_{e}^{2}c^{4}}}-\ldots }}\simeq {\frac {\frac {GM}{R_{e}c^{2}}}{1-{\frac {GM}{R_{e}c^{2}}}+{\frac {1}{2}}{\frac {G^{2}M^{2}}{R_{e}^{2}c^{4}}}-\dots }}\simeq {\frac {GM}{c^{2}R_{e}}}}
s'obté el límit newtonià per al desplaçament al vermell gravitatori de la relativitat general.

## Verificació experimental

### Observacions astronòmiques
Alguns experimentadors van afirmar inicialment haver identificat l'efecte mitjançant mesures astronòmiques, i es va considerar que l'efecte havia estat finalment identificat a les línies espectrals de l'estrella Sirius B per W.S. Adams l'any 1925. No obstant això, les mesures d'Adams han estat criticades per ser massa baixes i ara es consideren que aquestes observacions són mesures d'espectres que no es poden utilitzar a causa de la llum dispersa de l'estrella primària, Sirius A. La primera mesura precisa del desplaçament al vermell gravitatori de Popper va fer una nana blanca el 1954, mesurant un desplaçament al vermell gravitatori de 21 km/s de 40 Eridani B. El desplaçament cap al vermell de Sirius B va ser finalment mesurat per Greenstein et al. el 1971, obtenint el valor del desplaçament cap al vermell gravitatori de 89±19 km/s, amb mesures més precises del telescopi espacial Hubble, mostrant 80,4±4,8 km/s.
James W. Brault, un estudiant graduat de Robert Dicke a la Universitat de Princeton, va mesurar el desplaçament cap al vermell gravitatori del Sol mitjançant mètodes òptics l'any 1962. El 2020, un equip de científics va publicar la mesura més precisa del desplaçament cap al vermell gravitatori solar fins ara, feta per analitzant les línies espectrals de Fe a la llum solar reflectida per la Lluna; la seva mesura d'un desplaçament de línia global mitjà de 638 ± 6 m/s està d'acord amb el valor teòric de 633,1 m/s. La mesura del desplaçament cap al vermell solar és complicada pel desplaçament Doppler causat pel moviment de la superfície del Sol, que és d'una magnitud similar a l'efecte gravitatori.
El 2011, el grup de Radek Wojtak de l'Institut Niels Bohr de la Universitat de Copenhaguen va recollir dades de 8.000 cúmuls de galàxies i va trobar que la llum que venia dels centres dels cúmuls tendia a desplaçar-se cap al vermell en comparació amb les vores del cúmul, confirmant la pèrdua d'energia deguda. a la gravetat.
El 2018, l'estrella S2 es va acostar molt a Sgr A*, el forat negre supermassiu de 4 milions de masses solars al centre de la Via Làctia, que va assolir els 7650 km/s o aproximadament el 2,5% de la velocitat de la llum mentre passava el forat negre a una distància de només 120 UA, o 1400 radis de Schwarzschild. Les anàlisis independents de la col·laboració GRAVITY (dirigida per Reinhard Genzel) i el Grup del Centre Galàctic KECK/UCLA
(dirigida per Andrea M. Ghez) van revelar un Doppler transversal combinat i desplaçament al vermell gravitatori fins a 200 km/s/c, d'acord amb les prediccions de la relativitat general.
L'any 2021, Mediavilla (IAC, Espanya) i Jiménez-Vicente (UGR, Espanya) van poder utilitzar mesures del desplaçament al vermell gravitatori en quàsars fins al desplaçament al vermell cosmològic de z ≈ 3 per confirmar les prediccions del principi d'equivalència d'Einstein i la manca d'evolució cosmològica dins del 13%.
El 2024, Padilla et al. han estimat els desplaçaments al vermell gravitacionals dels forats negres supermassius (SMBH) en vuit mil quàsars i cent galàxies de Seyfert tipus 1 des de l'amplada completa a la meitat màxima (FWHM) de les seves línies d'emissió, trobant log z ≈ -4, compatible amb SMBH de ~ 1.000 milions de masses solars i regions generals de ~ 1 parsec de radi. Aquest mateix desplaçament al vermell gravitatori va ser mesurat directament per aquests autors a la mostra SAMI de galàxies LINER, utilitzant les diferències de desplaçament al vermell entre les línies emeses a les regions central i exterior.

### Proves terrestres
Ara es considera que l'efecte s'ha verificat definitivament pels experiments de Pound, Rebka i Snider entre 1959 i 1965. L'experiment de Pound-Rebka de 1959 va mesurar el desplaçament al vermell gravitatori en línies espectrals utilitzant una font gamma terrestre de 57Fe sobre una altura vertical de 22,5 metres. Aquest article va ser la primera determinació del desplaçament cap al vermell gravitacional que va utilitzar mesures del canvi en la longitud d'ona dels fotons de raigs gamma generats amb l'efecte Mössbauer, que genera radiació amb una amplada de línia molt estreta. La precisió de les mesures de raigs gamma era normalment de l'1%.
Pound i Snider van fer un experiment millorat el 1965, amb una precisió millor que el nivell de l'1%. L'any 1976 es va realitzar un experiment gravitatori de desplaçament cap al vermell molt precís, on es va llançar un rellotge màser d'hidrogen en un coet a una altura de 10.000 km, i la seva velocitat es va comparar amb un rellotge idèntic a terra. Va provar el desplaçament cap al vermell gravitatori al 0,007%.
Les proves posteriors es poden fer amb el Sistema de Posicionament Global (GPS), que ha de tenir en compte el desplaçament al vermell gravitatori del seu sistema de cronometratge, i els físics han analitzat les dades de cronometratge del GPS per confirmar altres proves. Quan es va llançar el primer satèl·lit, va mostrar el canvi previst de 38 microsegons per dia. Aquesta taxa de discrepància és suficient per deteriorar substancialment la funció del GPS en hores si no es té en compte. A Ashby 2003 es pot trobar un relat excel·lent del paper jugat per la relativitat general en el disseny del GPS.
El 2020, un grup de la Universitat de Tòquio va mesurar el desplaçament cap al vermell gravitatori de dos rellotges de xarxa òptica de 87Sr. El mesurament es va fer a la Torre de Tòquio, on els rellotges estaven separats uns 450 m i connectats per fibres de telecomunicacions. El desplaçament cap al vermell gravitatori es pot expressar com
{\displaystyle z={\frac {\Delta \nu }{\nu _{1}}}=(1+\alpha ){\frac {\Delta U}{c^{2}}}},
on 
- {\displaystyle \Delta \nu =\nu _{2}-\nu _{1}} és el desplaçament cap al vermell gravitacional,
- {\displaystyle \nu _{1}} és la freqüència de transició del rellotge òptic,
- {\displaystyle \Delta U=\Delta U_{2}-\Delta U_{1}} és la diferència de potencial gravitatori, i
- {\displaystyle \alpha } denota la violació de la relativitat general.

Mitjançant l'espectroscòpia de Ramsey de la transició del rellotge òptic de 87Sr (429 THz, 698 nm), el grup va determinar que el desplaçament al vermell gravitatori entre els dos rellotges òptics era de 21,18 Hz, corresponent a un valor z d'aproximadament 5 × 10−14. El seu valor mesurat de {\displaystyle \alpha }, {\displaystyle (1.4\pm 9.1)\times 10^{-5}}, és un acord amb mesures recents fetes amb màsers d'hidrogen en òrbites el·líptiques.
L'octubre de 2021, un grup del JILA (Joint Institute for Laboratory Astrophysics), dirigit pel físic Jun Ye, va informar d'una mesura del desplaçament cap al vermell gravitacional a l'escala submilimètrica. La mesura es fa a la transició del rellotge 87Sr entre la part superior i la part inferior d'un núvol ultrafred d'un mil·límetre d'altura de 100.000 àtoms d'estronci en una xarxa òptica.

## Desenvolupament històric primerenc de la teoria
El debilitament gravitatori de la llum de les estrelles d'alta gravetat va ser predit per John Michell el 1783 i Pierre-Simon Laplace el 1796, utilitzant el concepte de corpuscles de llum d'Isaac Newton (vegeu: teoria de l'emissió) i que va predir que algunes estrelles tindrien una gravetat tan forta. que la llum no podria escapar. L'efecte de la gravetat sobre la llum va ser explorat per Johann Georg von Soldner (1801), que va calcular la quantitat de desviació d'un raig de llum pel Sol, arribant a la resposta newtoniana que és la meitat del valor previst per la relativitat general. Tot aquest treball inicial va suposar que la llum podria alentir-se i caure, cosa que no és coherent amb la comprensió moderna de les ones de llum.
Un cop es va acceptar que la llum era una ona electromagnètica, va quedar clar que la freqüència de la llum no havia de canviar d'un lloc a un altre, ja que les ones d'una font amb una freqüència fixa mantenen la mateixa freqüència a tot arreu. Una manera d'evitar aquesta conclusió seria si el temps mateix s'alterés, si els rellotges en diferents punts tinguessin ritmes diferents.
Aquesta va ser precisament la conclusió d'Einstein l'any 1911. Va considerar una caixa acceleradora i va assenyalar que, segons la teoria especial de la relativitat, la velocitat del rellotge a la «part inferior» de la caixa (el costat contrari de la direcció de l'acceleració) era més lenta que la velocitat de rellotge a la «part superior» (el costat cap a la direcció de l'acceleració). Avui en dia, això es pot mostrar fàcilment en coordenades accelerades. El tensor mètric en unitats on la velocitat de la llum és :
{\displaystyle ds^{2}=-r^{2}dt^{2}+dr^{2}\,}
i per a un observador amb un valor constant de r, la velocitat a la qual avança un rellotge, R(r), és l'arrel quadrada del coeficient de temps, R(r)=r. L'acceleració a la posició r és igual a la curvatura de la hipèrbola fixada a r, i com la curvatura dels cercles imbricats en coordenades polars, és igual a 1/r.
Així, a un valor fix de g, la taxa de canvi fraccionàri de la velocitat del rellotge, el canvi percentual en el tic-tac a la part superior d'una caixa accelerada enfront de la part inferior, és:
{\displaystyle {R(r+dr)-R(r) \over R}={dr \over r}=gdr\,}
La velocitat és més ràpida a valors més grans de R, lluny de la direcció aparent de l'acceleració. La velocitat és zero a r=0, que és la ubicació de l'horitzó d'acceleració.
Utilitzant el principi d'equivalència, Einstein va concloure que passa el mateix en qualsevol camp gravitatori, que la velocitat dels rellotges R a diferents altures s'alterava segons el camp gravitatori g. Quan g varia lentament, dóna la taxa de canvi fraccionària de la velocitat del tic-tac. Si la taxa del tic-tac és gairebé la mateixa a tot arreu, la taxa de canvi fraccionària és la mateixa que la taxa de canvi absoluta, de manera que:
{\displaystyle {dR \over dx}=g=-{dV \over dx}\,}
Com que la velocitat dels rellotges i el potencial gravitatori tenen la mateixa derivada, són iguals fins a una constant. La constant s'escull perquè la velocitat del rellotge a l'infinit sigui igual a 1. Com que el potencial gravitatori és zero a l'infinit:
{\displaystyle R(x)=1-{V(x) \over c^{2}}\,}
on la velocitat de la llum s'ha restaurat per fer el potencial gravitatori adimensional.
El coeficient de {\displaystyle dt^{2}} en el tensor mètric és el quadrat de la velocitat del rellotge, que per a valors petits del potencial ve donat mantenint només el terme lineal:
{\displaystyle R^{2}=1-2V\,}
i el tensor mètric complet és:
{\displaystyle ds^{2}=-\left(1-{2V(r) \over c^{2}}\right)c^{2}dt^{2}+dx^{2}+dy^{2}+dz^{2}}
on de nou s'han restaurat les c. Aquesta expressió és correcta en tota la teoria de la relativitat general, a l'ordre més baix en el camp gravitatori, i ignorant la variació de les components espai-espai i espai-temps del tensor mètric, que només afecten els objectes en moviment ràpid.
Utilitzant aquesta aproximació, Einstein va reproduir el valor newtonià incorrecte per a la desviació de la llum el 1909. Però com que un feix de llum és un objecte que es mou ràpidament, els components espai-espai també hi contribueixen. Després de construir la teoria de la relativitat general completa el 1916, Einstein va resoldre els components espai-espai en una aproximació post-newtoniana i va calcular la quantitat correcta de desviació de la llum: el doble del valor newtonià. La predicció d'Einstein va ser confirmada per molts experiments, començant amb l'expedició a l'eclipsi solar de 1919 d'Arthur Eddington.
Els canvis de velocitat dels rellotges van permetre a Einstein concloure que les ones de llum canvien de freqüència a mesura que es mouen, i la relació freqüència/energia dels fotons li va permetre veure que això s'interpretava millor com l'efecte del camp gravitatori sobre la massa-energia del fotó. Per calcular els canvis de freqüència en un camp gravitatori gairebé estàtic, només és important la component temporal del tensor mètric, i l'aproximació d'ordre més baix és prou precisa per a estrelles i planetes normals, que són molt més grans que el seu radi de Schwarzschild.